# بيغلي نورمرادوف
بيغلي نورمرادوف (27 مايو 1981 بتركمانستان - ) هو لاعب كرة قدم تركماني في مركز الدفاع. شارك مع منتخب تركمانستان لكرة القدم. أما مع النوادي، فقد لعب مع Ýedigen FC ‏.

## وصلات خارجية
- بيغلي نورمرادوف على موقع ناشيونال فوتبول تيمز (الإنجليزية)